# Organic Letters
Organic Letters (nach ISO 4-Standard in Literaturzitaten mit Org. Lett. abgekürzt) ist der Name einer regelmäßig erscheinenden Fachzeitschrift der organischen Chemie. In der Zeitschrift werden Kurzmitteilungen veröffentlicht.
Der Impact Factor lag im Jahr 2021 bei 6,072. Nach der Statistik des ISI Web of Knowledge wurde das Journal 2014 in der Kategorie organische Chemie an vierter Stelle von 57 Zeitschriften geführt.
Daneben erscheint bei der American Chemical Society u. a. auch das Journal of Organic Chemistry, ebenso eine Fachzeitschrift zu Themen der organischen Chemie.
Chefredakteurin ist Marisa C. Kozlowski von der University of Pennsylvania (USA).